# Spijker (smeedijzer)

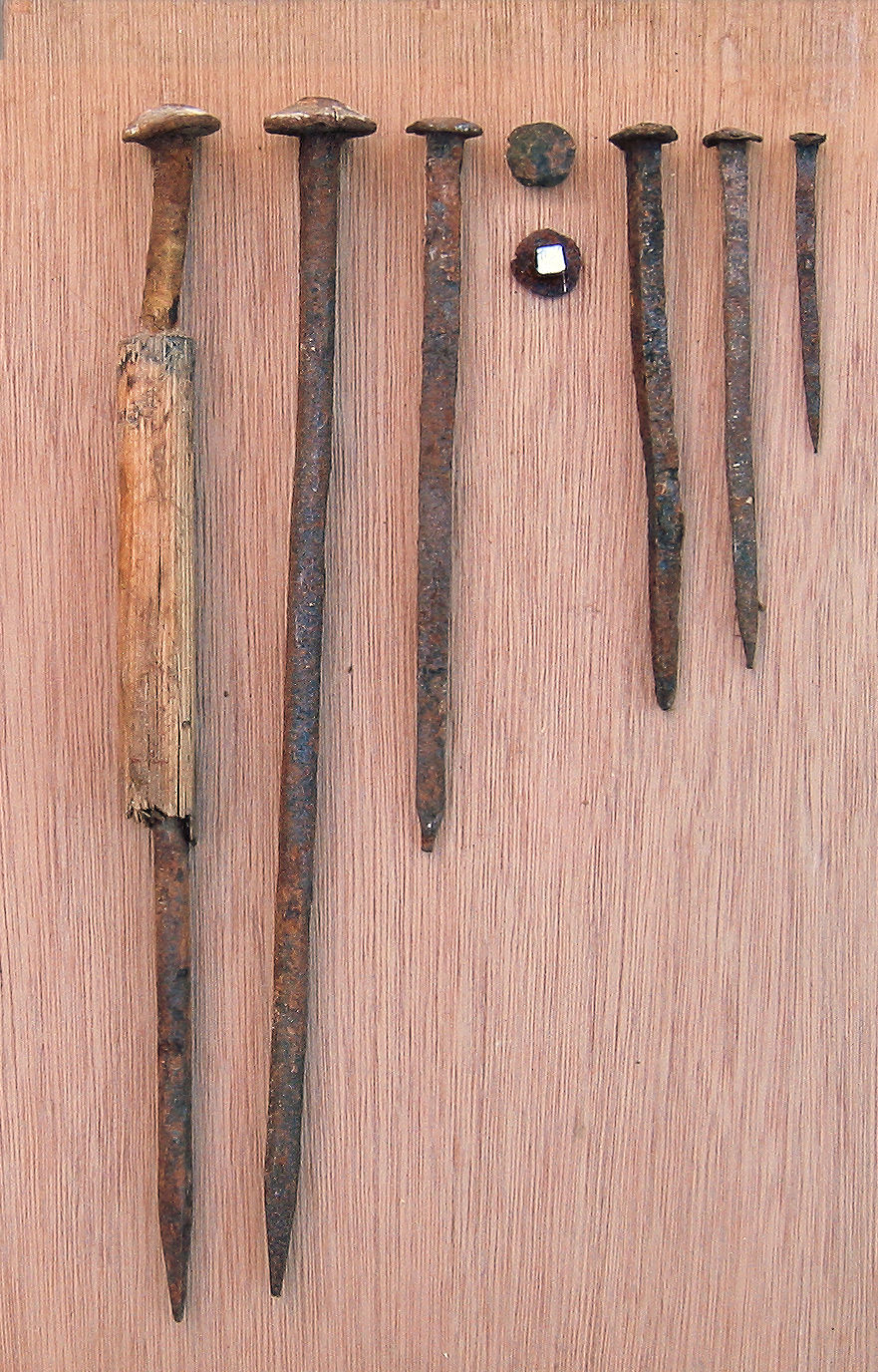
De twee linker spijkers hebben een ronde schacht en zijn 34 cm lang. De meest linkse heeft een vulstuk. De andere spijkers hebben een vierkante schacht. De meest rechtse spijker heeft een verloren kop. De afgebeelde spijkers zijn afkomstig uit de Concordia

Een spijker of nagel is een bevestigingsmateriaal uit de oudheid en gemaakt van smeedijzer dit in tegenstelling tot een draadnagel, die meestal van staal gemaakt is. Beide begrippen worden door elkaar gebruikt, terwijl hetzelfde bedoeld wordt.
Tot in de 19de eeuw maakte men enkel gesmede spijkers. Daarna is men nagels gaan vervaardigen uit ijzerdraad (dat is theoretisch het verschil tussen een spijker en een nagel).
Omstreeks 1850 bestonden er meer dan twintig soorten verschillende spijkers, variërend in lengte, gewicht en vorm.
- De spijkers hadden een lengte van 10 tot 41 cm.
- Er waren onder andere drieponders tot vijftigponders. Daarmee wordt het gewicht van 1000 spijkers aangeduid. "Veertigpondsspijkers" betekent dus dat duizend spijkers van een bepaalde maat 40 pond wegen. Ook de moderne draadnagel wordt nog per gewicht verhandeld, zeker als ze nog los verkocht worden. Bij de ijzerwarenhandelaar koopt men dan bijvoorbeeld een kilo vijfduimers.
- De spijker heeft een afgeronde, vrij platte kop of een verzonken kop voor schilderwerk. De schacht loopt taps toe in een scherpe punt en is in de regel rechthoekig, maar kan ook rond zijn. De oudste spijkers waren vierkant. De rechthoekige spijkers moeten met de nerf mee worden ingeslagen om het splijten van het hout te voorkomen.

Er waren brosse spijkers gemaakt van hard ijzer en taaie spijkers van weekijzer. De brosse spijkers bevatten veel koolstof en braken makkelijk. Ze werden alleen voor ruw werk gebruikt. Door de spijkers langer te smeden werden ze taaier, omdat door het verhitten het koolstofgehalte wordt verlaagd. Omdat brosse spijkers minder lang werden gesmeed, waren ze goedkoper.
Voor het bevestigen van twee onderdelen wordt het voorste onderdeel voorgeboord. Ook werd wel een vulstuk toegepast.